# Gifu (Gifu)
Pour les articles homonymes, voir Gifu.
Gifu (岐阜市, Gifu-shi) est la capitale de la préfecture de Gifu, dans la région du Chūbu au centre du Japon.

## Géographie

### Situation
La ville de Gifu est située dans la partie sud de la préfecture, à la limite nord de la plaine de Nōbi.

### Municipalités limitrophes
| Motosu        | Yamagata           | Seki                |
| Kitagata      | Gifu               | Seki                |
| Mizuho, Ōgaki | Hashima, Kasamatsu | Kakamigahara, Ginan |

### Démographie
Au 1er septembre 2024, la population de Gifu était estimée à 399 235 habitants répartis sur une superficie de 203,60 km2.

### Hydrographie
Gifu est traversée par la rivière Nagara d'est en ouest.

### Climat
Gifu a un climat subtropical humide caractérisé par des étés chauds et humides et des hivers doux.
| Mois                                             | jan.       | fév.       | mars      | avril     | mai       | juin      | jui.      | août      | sep.      | oct.      | nov.      | déc.      | année      |
| ------------------------------------------------ | ---------- | ---------- | --------- | --------- | --------- | --------- | --------- | --------- | --------- | --------- | --------- | --------- | ---------- |
| Température minimale moyenne (°C)                | 0,7        | 1,2        | 4,2       | 9,4       | 14,6      | 19,3      | 23,5      | 24,6      | 20,8      | 14,5      | 8,1       | 3         | 12         |
| Température moyenne (°C)                         | 4,6        | 5,4        | 9         | 14,5      | 19,4      | 23,2      | 27        | 28,3      | 24,5      | 18,7      | 12,5      | 7         | 16,2       |
| Température maximale moyenne (°C)                | 9,1        | 10,3       | 14,2      | 20        | 24,7      | 27,8      | 31,6      | 33,4      | 29,2      | 23,6      | 17,5      | 11,6      | 21,1       |
| Record de froid (°C) date du record              | −14,3 1927 | −13,7 1936 | −6,7 1896 | −2,8 1884 | 1,7 1908  | 6,8 1906  | 12,8 1885 | 14 1956   | 8,3 1933  | 0,8 1884  | −2,4 1912 | −8,7 1917 | −14,3 1927 |
| Record de chaleur (°C) date du record            | 20,4 1969  | 22,2 1890  | 25,8 1998 | 30,8 1998 | 33,7 2015 | 36,5 2013 | 39,6 2018 | 39,8 2007 | 37,7 2010 | 32,4 2019 | 26,7 1923 | 22,1 2015 | 39,8 2007  |
| Ensoleillement (h)                               | 161,3      | 165,7      | 196,2     | 200       | 205,4     | 160,1     | 166,5     | 202,4     | 163,7     | 172,8     | 158,8     | 155,6     | 2 108,6    |
| Précipitations (mm)                              | 65,9       | 77,5       | 132,4     | 162,4     | 192,6     | 223,7     | 270,9     | 169,5     | 242,7     | 161,6     | 87,1      | 74,5      | 1 860,7    |
| dont neige (cm)                                  | 14         | 10         | 1         | 0         | 0         | 0         | 0         | 0         | 0         | 0         | 0         | 9         | 34         |
| Nombre de jours avec précipitations              | 7,5        | 7,6        | 9,3       | 9,7       | 10,1      | 11,2      | 12,7      | 9,5       | 11,2      | 8,8       | 6,8       | 8,2       | 112,6      |
| dont nombre de jours avec précipitations ≥ 10 mm | 2,2        | 2,8        | 4,4       | 4,9       | 5,9       | 6,3       | 7,1       | 4,8       | 5,9       | 4,5       | 3,1       | 2,5       | 54,5       |
| Humidité relative (%)                            | 66         | 62         | 58        | 59        | 63        | 70        | 73        | 69        | 70        | 67        | 67        | 68        | 66         |
| Nombre de jours avec neige                       | 2,4        | 2,5        | 0,4       | 0         | 0         | 0         | 0         | 0         | 0         | 0         | 0         | 1,3       | 6,6        |

| Diagramme climatique                                  |             |              |            |               |               |               |               |               |               |             |           |
| J                                                     | F           | M            | A          | M             | J             | J             | A             | S             | O             | N           | D         |
| 9,10,765,9                                            | 10,31,277,5 | 14,24,2132,4 | 209,4162,4 | 24,714,6192,6 | 27,819,3223,7 | 31,623,5270,9 | 33,424,6169,5 | 29,220,8242,7 | 23,614,5161,6 | 17,58,187,1 | 11,6374,5 |
| Moyennes : • Temp. maxi et mini °C • Précipitation mm |             |              |            |               |               |               |               |               |               |             |           |

## Histoire
Pendant la période Sengoku, Oda Nobunaga, important seigneur féodal  du XVIe siècle renomma Gifu le « village Inoguchi », dans la province de Mino, d'après une montagne légendaire, Qishan (岐山), à partir de laquelle une grande partie de la Chine ancienne fut unifiée. Nobunaga était originaire de la province voisine qui est maintenant la préfecture d'Aichi. Il vécut dans le château de Gifu, au sommet du mont Kinka pendant les neuf ans où il réunifia le Japon.
Après la mort de Nobunaga, la croissance de Gifu s'est poursuivie tout au long de l'époque d'Edo avec l'établissement de la route Nakasendō qui passait par les stations de Kanō-juku et Gōdo-juku.
Le 1er juillet 1889, la ville de Gifu est créée à la suite de la mise en place du système de municipalités modernes. Deux ans plus tard, le 28 octobre 1891, le seisme de Mino-Owari détruit une grande partie de la ville.
Gifu était un grand centre industriel pendant la Seconde Guerre mondiale, et elle fut la cible de bombardements intensifs de la part de l'armée de l'air américaine, culminant avec le raid aérien de Gifu du 9 juillet 1945.
En 1996, Gifu est désignée ville noyau.

## Industries

### Textile
Gifu fut longtemps un centre de production et de commerce textile. Son centre-ville possède de nombreuses galeries marchandes, Yanagase (柳ヶ瀬), proposant des habits, chaussures et accessoires venant de la production locale aussi bien que d'outre-mer.

### Manufactures
Du fait de sa proximité avec la préfecture d'Aichi, qui est le siège d'importants constructeurs automobiles, dont Toyota, beaucoup d'entreprises de métallurgie et de sous-traitants ont leur siège à Gifu.

## Style de vie
Gifu est considérée comme une des cités-dortoirs de sa voisine Nagoya, ce qui apparaît par le nombre d'immeubles d'habitation de son centre-ville. Une tour de 43 étages — la plus haute de la préfecture de Gifu — a été inaugurée en 2007 en face de la gare. Les 30 étages supérieurs sont constitués d'appartements de 2 à 3 pièces.

## Culture locale et patrimoine

### Musées
- Musée d'Art commémoratif Kato Eizo-Toichi
- Musée des archives de la ville de Gifu
- Musée d'Histoire de la ville de Gifu
- Musée des Sciences de la ville de Gifu

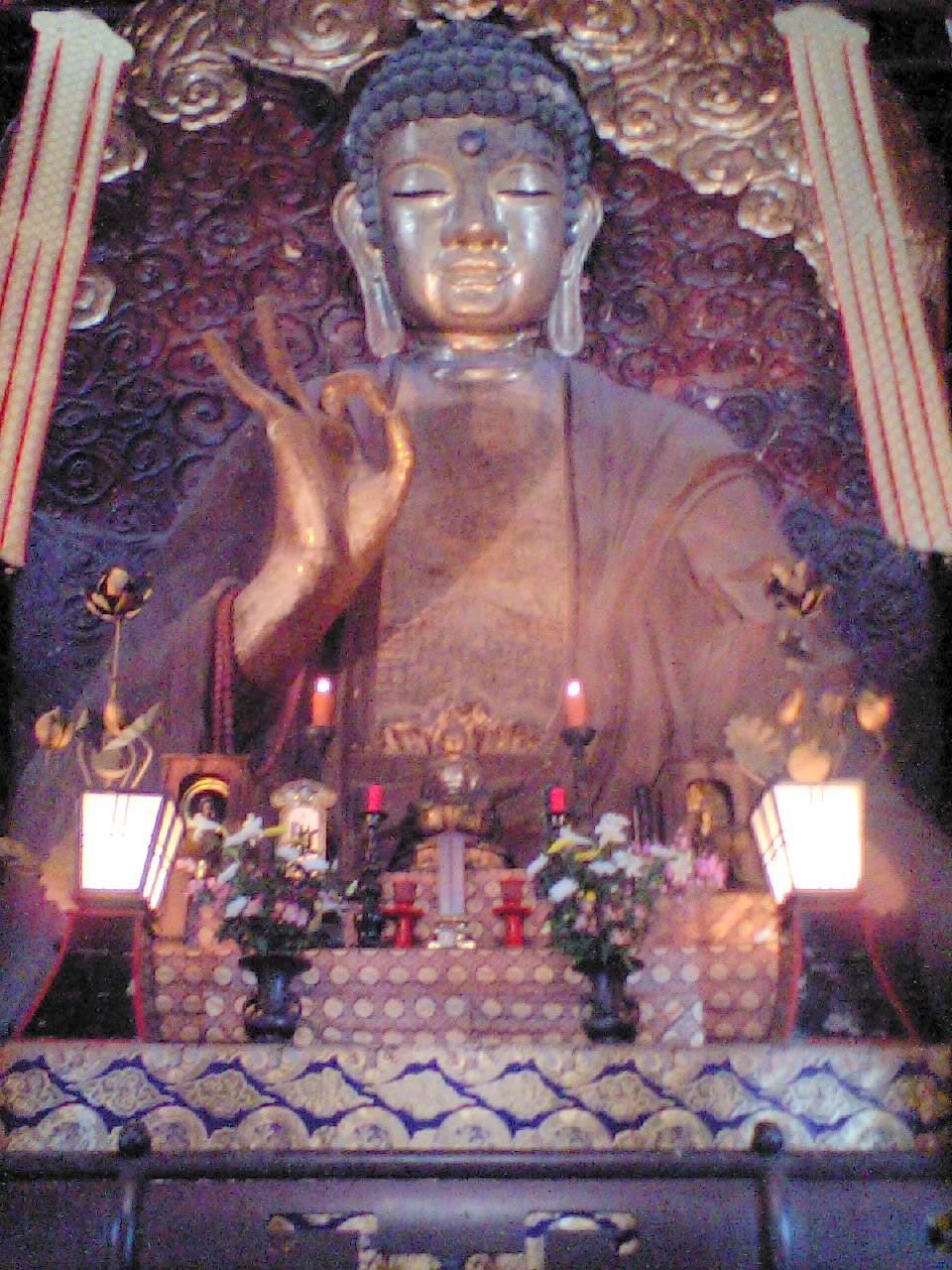
Le Grand Bouddha de Gifu.

- Musée des Beaux-Arts, Gifu
- Musée Nawa d'entomologie

### À voir
- Le parc de Gifu est un agréable lieu de promenade, d'où les touristes vont visiter le musée des insectes, le grand Bouddha ou encore le château de Gifu. À la bordure du parc, au flanc du mont Kinka, se trouve une pagode à trois étages, construite au début du XXe siècle pour célébrer l'accession au trône de l'empereur.
- Le château de Gifu juché au sommet du mont Kinka domine la rivière Nagara. On peut y accéder par téléphérique ou à pied.
- Le célèbre Grand Bouddha de Gifu, haut de 13,63 mètres, est situé près du parc de Gifu. Il a été fabriqué au début du XIXe siècle à partir de plusieurs tonnes de sûtras recouverts d'or.
- Gifu est avec Inuyama la seule ville où se pratique encore la pêche au cormoran (鵜飼, ukai?). Cette pêche traditionnelle a lieu presque chaque nuit sur la rivière Nagara de mai à novembre. Des bateaux sont prévus pour emmener les touristes qui veulent y assister.

En 2015, une partie du patrimoine de Gifu, dont le château et la pêche au cormoran, est désignée Japan Heritage.

## Sport
Chaque année au mois de mai a lieu le semi-marathon de Gifu Seiryū.

## Transports

### Ferroviaire
Les gares de Gifu et de Meitetsu Gifu sont les principales gares de la ville. Elles permettent notamment de rejoindre Nagoya et son agglomération. Il n'y a pas de gare Shinkansen dans le périmètre de la ville. Les gares de Shinkansen les plus proches sont celle de Gifu-Hashima située dans la municipalité voisine de Hashima et Nagoya.
- JR Central
  - Ligne principale Tōkaidō : Gifu, Nishi-Gifu
  - Ligne principale Takayama : Gifu, Nagamori
- Meitetsu
  - Ligne principale Nagoya : Meitetsu Gifu, Chajo, Kanō
  - Ligne Kakamigahara : Meitetsu Gifu, Tagami, Hosobata, Kiridōshi, Tejikara, Takadabashi
  - Ligne Takehana : Yanaizu

### Routes nationales
- Route 21, route 22 (recouvrement)
- Route 156
- Route 157
- Route 248
- Route 256
- Route 303

## Jumelages
La ville de Gifu est jumelée avec:
- Florence (Italie) depuis le 8 février 1978
- Hangzhou (Chine) depuis le 21 février 1979
- Campinas (Brésil) depuis le 22 février 1982
- Cincinnati (États-Unis) depuis le 11 mai 1988
- Arrondissement de Meidling (Autriche) depuis le 22 mars 1994, arrondissement de Vienne.
- Thunder Bay (Canada) depuis le 28 mai 2007

## Personnalités liées à la municipalité
Naoko Takahashi (1972-), championne olympique du marathon en 2000.
Aki Shimazaki, romancière née et éduquée à Gifu, qui a émigré au Canada où elle a publié avec succès des livres se déroulant au Japon, mais écrits en français.

## Galerie photos

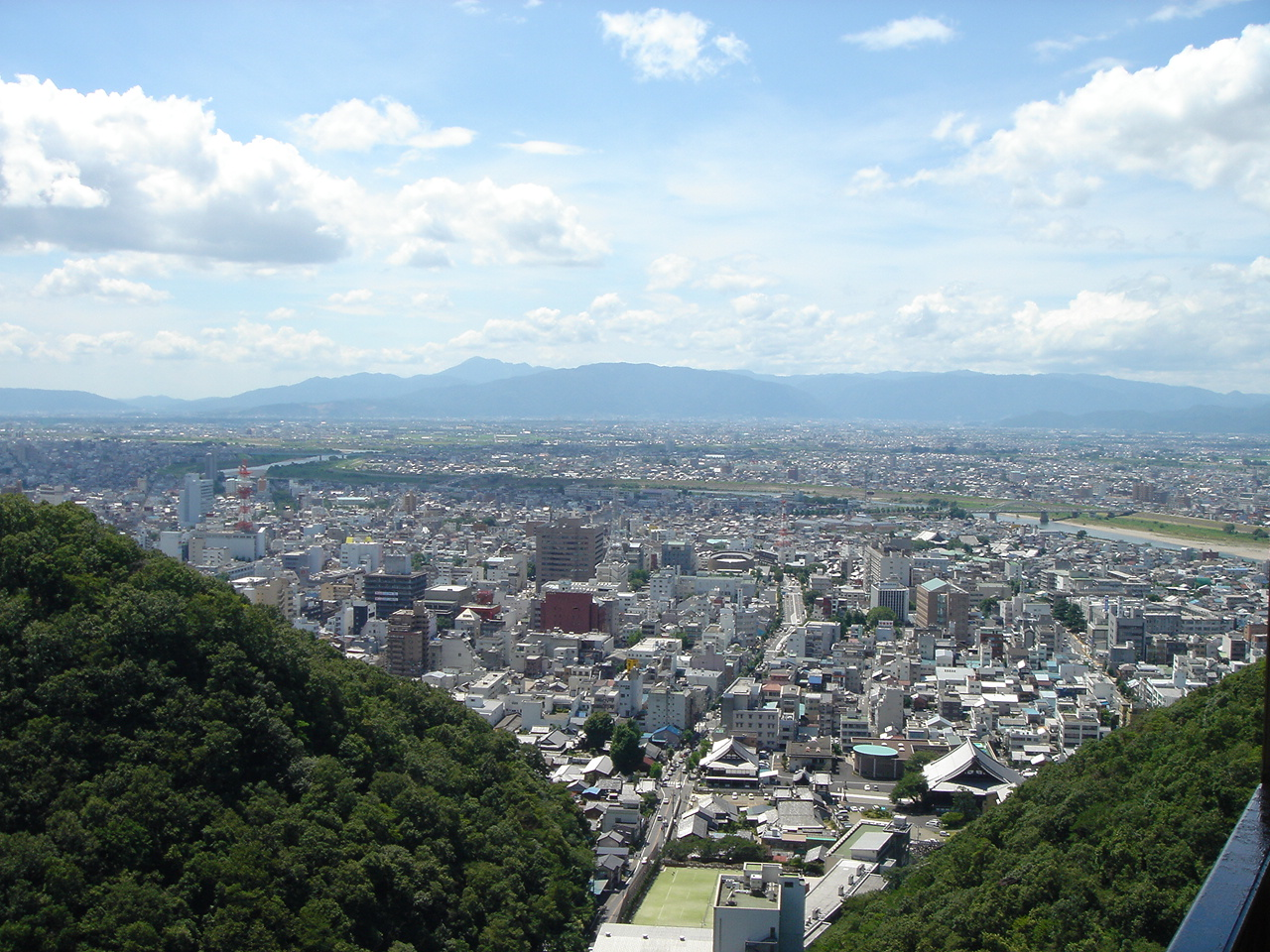
Panorama de la ville.
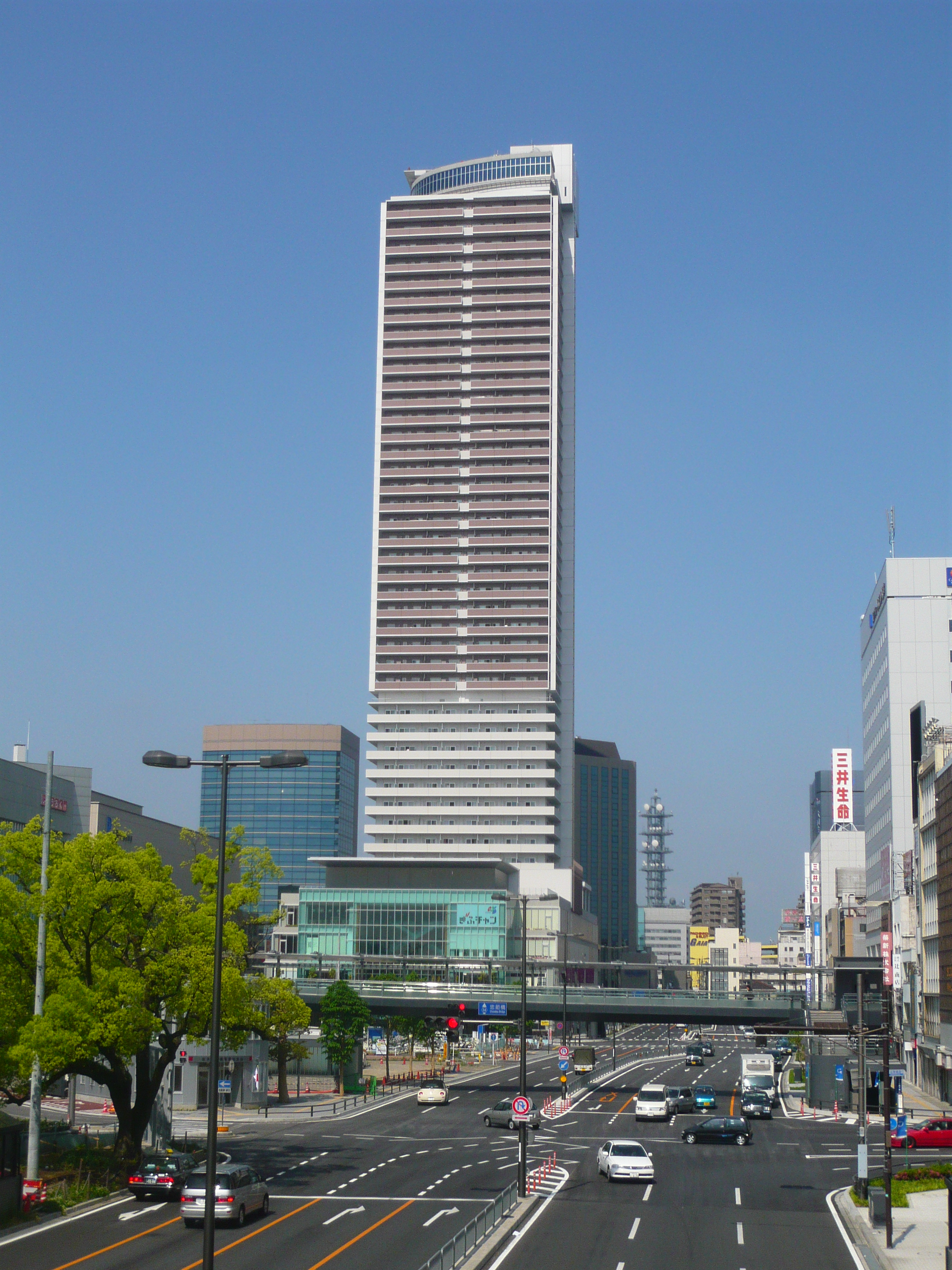
Centre, avec la tour Gifu 43.
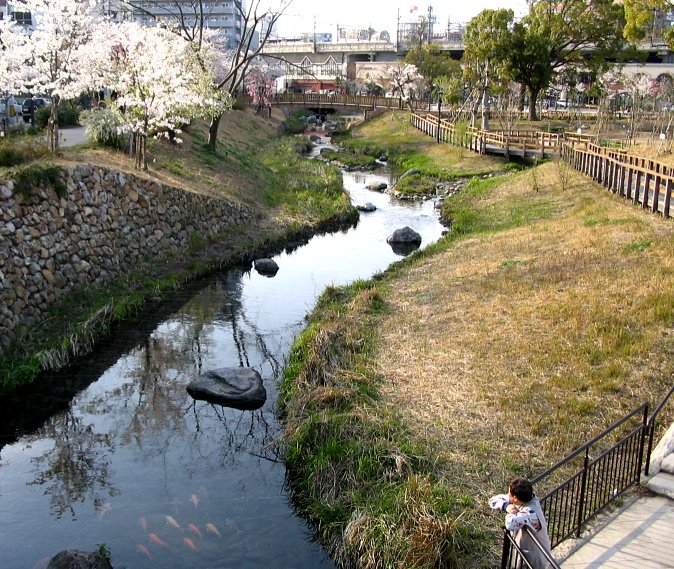
Cerisiers en fleurs le long de la rivière Shimizu au sud de la gare JR de Gifu.
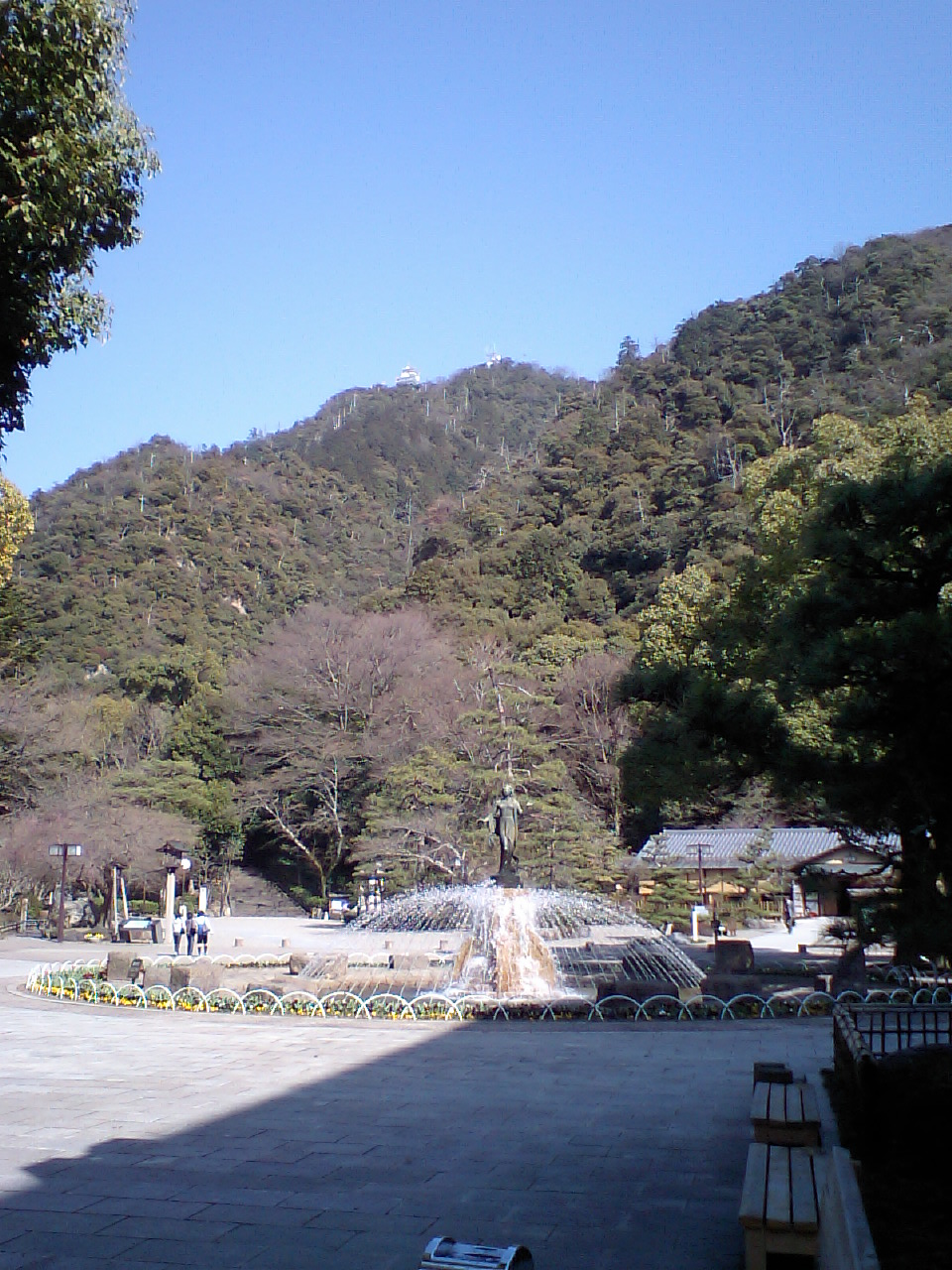
Détail du parc de Gifu.
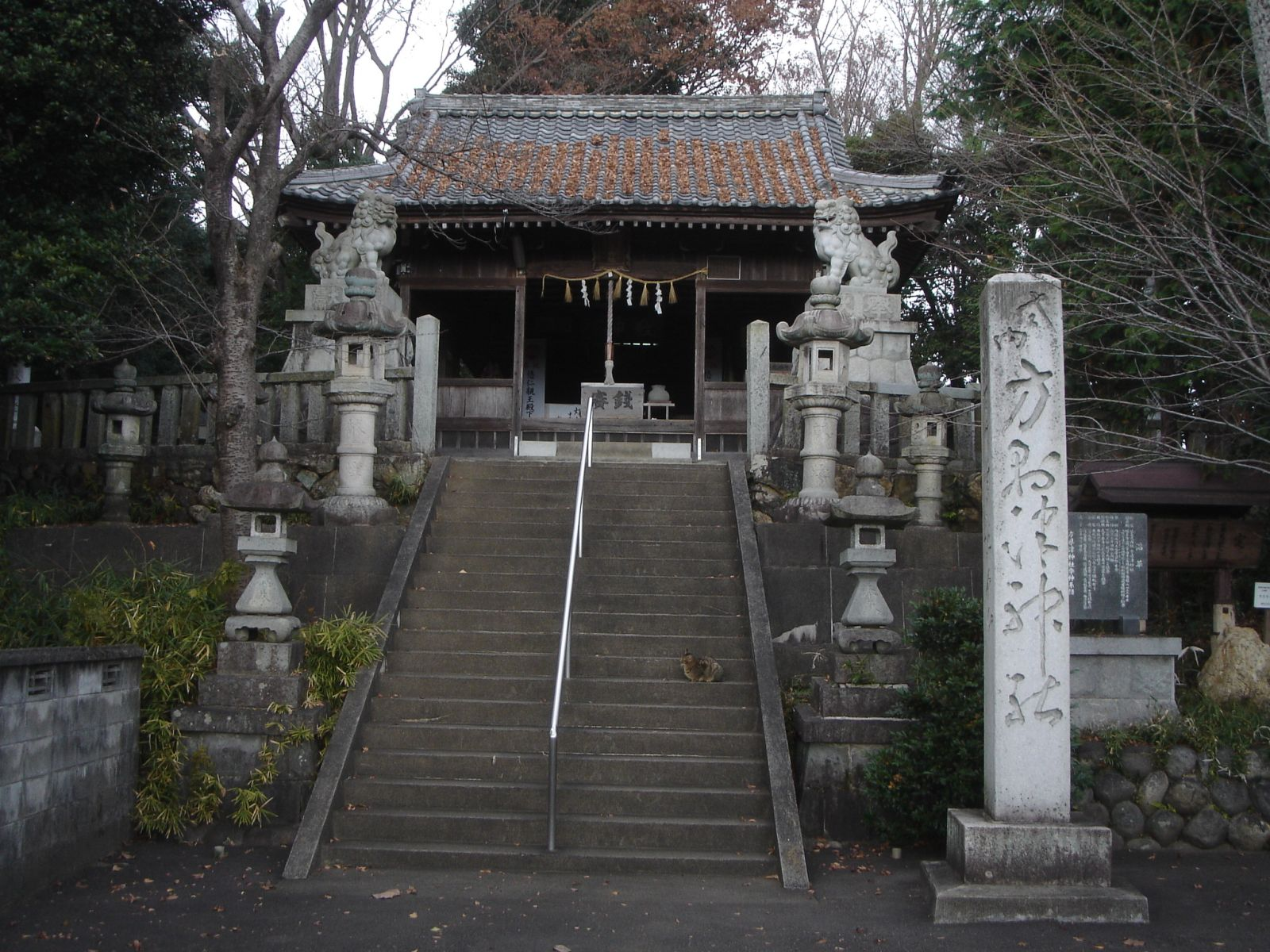
Le temple Katagatatsu.
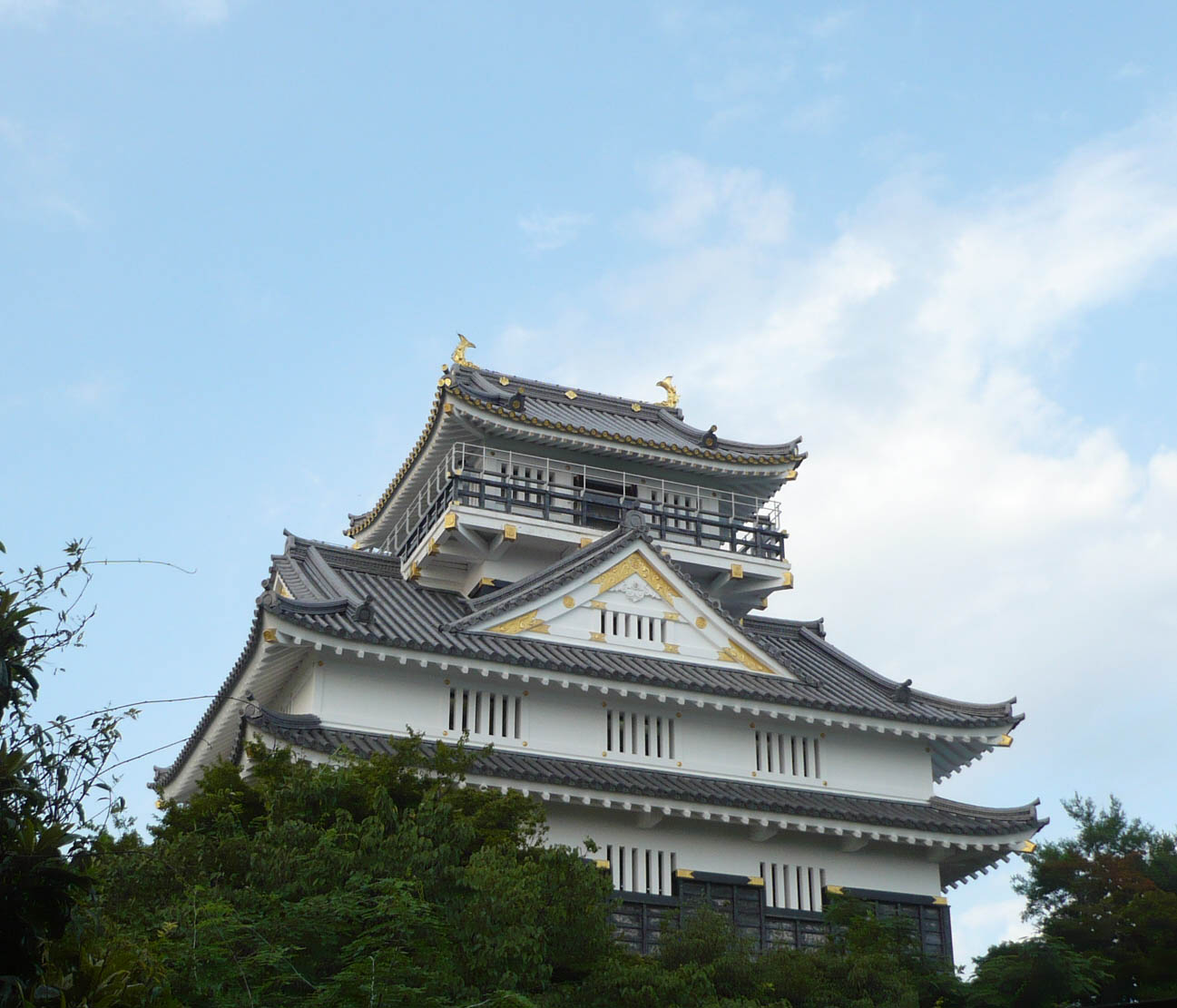
Château de Gifu.
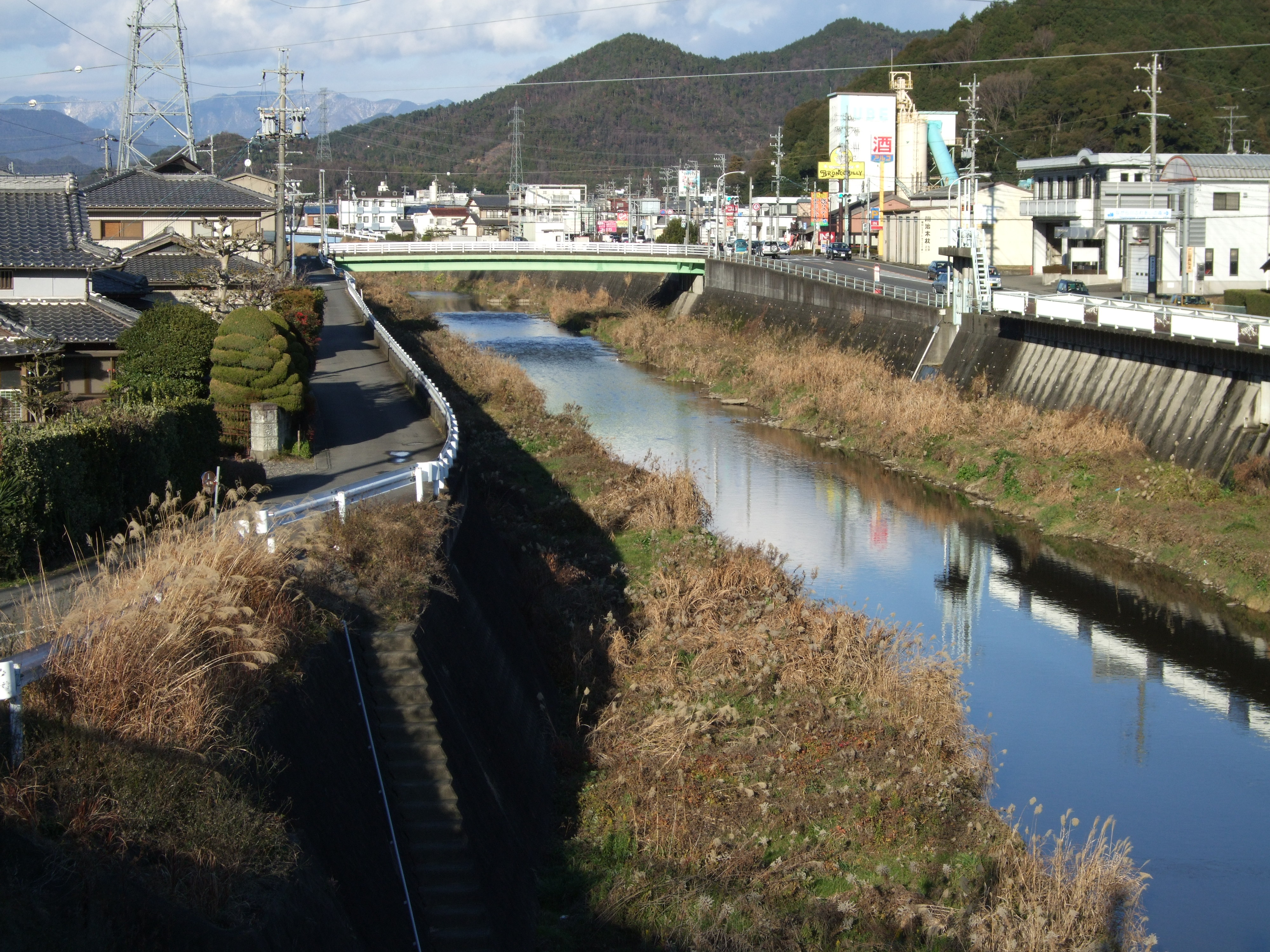
La rivière Toba dans un quartier de Gifu.
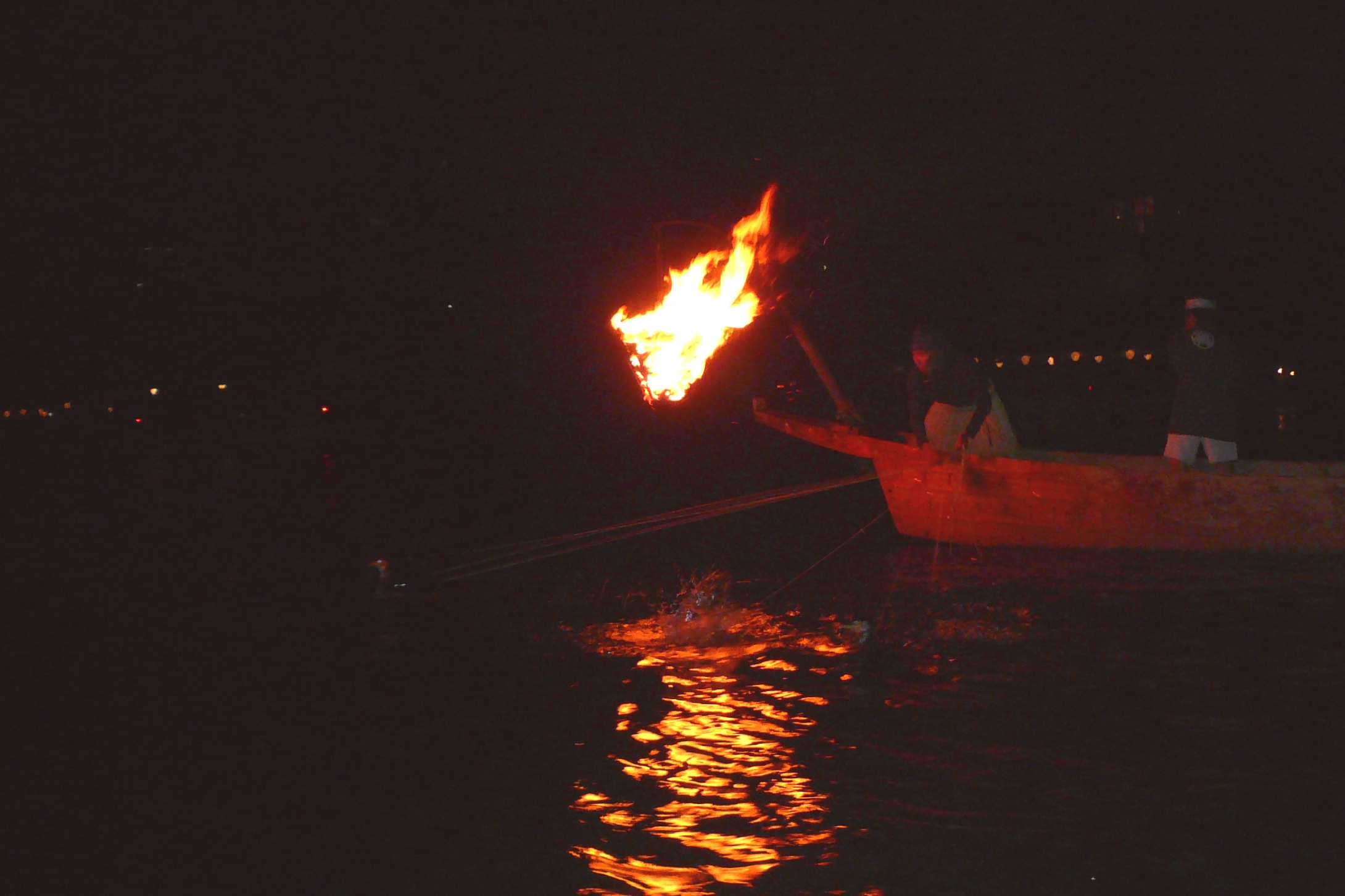
Pêche de nuit sur la rivière Nagara.